# Central European Basketball League
La Central European Basketball League, o Lega dell'Europa Centrale di Pallacanestro è stata una competizione per club di pallacanestro, attiva tra il 2008 e il 2010.

## Albo d'oro
| Stagione           | Vincitore  | Risult. | Finalista        |
| ------------------ | ---------- | ------- | ---------------- |
| 2008-2009 dettagli | Albacomp   | 92 - 66 | BCM Timisoara    |
| 2009-2010 dettagli | Nový Jičín | 81 - 78 | U Mobitelco Cluj |